# Zygmunt Okołów
Zygmunt Okołów właśc. Zygmunt Okołów-Podhorski, ps. Konstanty, Kamieniecki (ur. 10 maja 1902 w Mieciewiczach, ob. Białoruś, zm. 27 czerwca 1962 w Warszawie) – polski inżynier, konstruktor pojazdów i silników spalinowych; żołnierz Armii Krajowej.

## Życiorys
Ukończył studia na Wydziale Mechanicznym Politechniki Warszawskiej. W trakcie studiów odbył praktykę w zakładach Renault i Lorraine-Dietrich. 1 października 1928 r. rozpoczął pracę jako konstruktor w Państwowych Zakładach Inżynierii w Warszawie. Do wybuchu wojny zaprojektował wiele konstrukcji sprzętu motorowego, m.in. kierował pracami nad motocyklem Sokół 1000. 
Awansował na podporucznika ze starszeństwem z dniem 1 stycznia 1932 i 2131. lokatą w korpusie oficerów rezerwy piechoty. W 1934 posiadał przydział w rezerwie do 82 pułku piechoty w Brześciu i pozostawał w ewidencji Powiatowej Komendy Uzupełnień Brześć. Na stopień porucznika został awansowany ze starszeństwem z dniem 19 marca 1939 i 1487. lokatą w korpusie oficerów rezerwy piechoty.
W czasie wojny pracował jako nauczyciel. W 1940 r. włączył się w działalność Związku Walki Zbrojnej, a następnie Armii Krajowej. Najbardziej znane pseudonimy Zygmunta Okołowa to Konstanty i Kamieniecki. Za swoje czyny został odznaczony dwukrotnie Złotym Krzyżem Zasługi z Mieczami, dwukrotnie Krzyżem Walecznych, Krzyżem Srebrnym Orderu Virtuti Militari oraz otrzymał awans na stopień kapitana rezerwy.
Po wojnie wrócił do pracy w przemyśle motoryzacyjnym. 20 listopada 1947 został powołany na stanowisko Kierownika Centralnego Biura Konstrukcyjnego Przemysłu Motoryzacyjnego, a następnie na stanowisko Dyrektora Technicznego. Jednocześnie brał udział w konstruowaniu samochodu ciężarowego Star 20, za co został w 1949 r., wraz z współpracownikami, wyróżniony Nagrodą Państwową II stopnia. Został zwolniony z pracy we wrześniu 1951 r. przez nowo mianowanego dyrektora Centralnego Zjednoczenia Przemysłu Motoryzacyjnego.
Dzięki przychylności władz, w maju 1952 r. zorganizował w Warszawie Centralne Biuro Konstrukcyjne Silników Spalinowych, którego celem było konstruowanie silników okrętowych i kolejowych. Pod jego kierownictwem skonstruowano serię dwusuwowych wysokoprężnych silników okrętowych D55, produkowanych przez Zakłady H. Cegielskiego w Poznaniu. Był to pierwszy okrętowy silnik spalinowy zaprojektowany i wykonany w całości w Polsce. Równolegle wdrożono do produkcji silnik 6RSAD76 na licencji szwajcarskiej firmy Sulzer-Brothers Ltd. Do zastosowania w kolejnictwie skonstruowano serię czterosuwowych wysokoprężnych silników C22, montowanych m.in. w lokomotywach SM42.
Obok prac nad silnikami spalinowymi, Zygmunt Okołów działał również w innych dziedzinach związanych z techniką. W 1956 r. kierował zespołem redakcyjnym „Słownika mechanicznego rosyjsko-polskiego”.
W grudniu 1960 r. nastąpiło nagłe pogorszenie stanu zdrowia. Krótko przed śmiercią, w 1961 r. otrzymał nagrodę indywidualną Ministra Przemysłu Ciężkiego oraz tytuł Mistrza Techniki w konkursie NOT i dziennika „Życie Warszawy”. W tym samym roku został również uhonorowany Krzyżem Komandorskim Orderu Odrodzenia Polski. Do końca brał czynny udział w pracach CBKSS.
Zmarł 27 czerwca 1962 r. w Warszawie i został pochowany na Cmentarzu Wojskowym na Powązkach (kwatera A29-8-10).

## Ordery i odznaczenia
- Krzyż Srebrny Orderu Virtuti Militari nr 12393[7]
- Krzyż Komandorski Orderu Odrodzenia Polski (1961)
- Krzyż Walecznych (dwukrotnie)
- Złoty Krzyż Zasługi z Mieczami (dwukrotnie)
- Złoty Krzyż Zasługi (11 listopada 1936)[8]